# Лесозавод (Пензенская область)
Лесозаво́д — посёлок в Городищенском районе Пензенской области. Входит в состав Юловского сельсовета.

## География
Посёлок расположен в восточной части Пензенской области, на расстоянии примерно 24 км (по прямой) к северо-востоку от Городища, административного центра района.
Часовой пояс
Посёлок Лесозавод как и вся Пензенская область, находится в часовой зоне МСК (московское время). Смещение применяемого времени относительно UTC составляет +3:00.

## Население
| 2010 |
| ---- |
| 59   |

Национальный состав
Согласно результатам переписи 2002 года, в национальной структуре населения русские составляли 98 % из 104 чел.